# Хартия’97
«Хартия’97» (бел. Хартыя-97) — новостной интернет-портал. Публикации доступны на трех языках: английском, русском, белорусском. Назван по аналогии с Хартией 77. Создан Олегом Бебениным.

## Предыстория
10 ноября 1997 года была оглашена декларация «Хартия’97», давшая название интернет-порталу. Текст декларации был опубликован в следующих независимых газетах Беларуси: «Имя», «БДГ», «Народная воля», «Свабода», «Свободные новости» и др.. В тексте «Хартии’97» озвучивались проблемы русификации, которую поддерживает А. Г. Лукашенко, разрушение национальной культуры, а также указывалось на нарушение Конституции Республики Беларусь.

### Текст «Хартии’97»
Автором текста декларации «Хартия’97» является Владимир Мацкевич.
Мы верим, что наша Родина достойна свободы и процветания. Мы верим, что именно такой сделают её наши совместные усилия. Нас вдохновляет пример свободных народов, которые прошли этот путь раньше нас. Мы помним, как группа мужественных чешских и словацких правозащитников подписала "Хартию-77″, провозгласившую борьбу с тоталитаризмом в своей стране, и как через несколько лет от красной диктатуры в Восточной Европе не осталось и следа. Люди в этих странах получили возможность свободно строить свою жизнь и добиваться благополучия.
Мы не можем мириться с произволом, попранием законов, преступлениями против всего народа и отдельной личности. Мы будем солидарны с каждым, кто борется за свои права, добивается свободы и благосостояния для себя и своей семьи.
Мы придерживаемся разных политических взглядов и религиозных верований, но нас объединяет любовь к свободе и Отечеству. Фундаментом нашей готовности к совместным действиям по освобождению белорусского народа станет уважение к взглядам и вере друг друга. Наша солидарность победит насилие и бессовестную ложь. Все, кто встал на путь борьбы за свои права и человеческое достоинство, должны быть уверены в общей поддержке.
Мы надеемся на понимание мирового сообщества и солидарность всех сил, которые видят опасность формирования новой коричневой империи на постсоветском пространстве. Осколок тоталитаризма должен быть извлечен из тела Европы.
Мы, граждане Беларуси, заявляем сегодня о своей ответственности за судьбу страны, за будущее наших детей. Мы сделаем Беларусь свободной, суверенной, процветающей европейской страной, где защищены права человека, где нет политзаключенных, где все имеют достойные условия для жизни.
Мы призываем всех граждан Беларуси присоединиться к нашей Хартии, чтобы вместе бороться за свои права и свободы, за восстановление демократии и законности в нашей стране.

### Подписавшие
Первыми Хартию подписало 104 человека. Впоследствии число подписавших превысило 100 тыс. человек. В организационный комитет в разное время входили Андрей Санников, Александр Милинкевич, Владимир Мацкевич, Виктор Ивашкевич и прочие известные деятели. Целью было возвращение народовластия в Белоруссии.
Адамович Славомир,
Андреев Виктор,
Беляцкий Алесь,
Бобков Игорь,
Богданкевич Станислав,
Бондаренко Дмитрий,
Бородач Владимир,
Рыгор Бородулин,
Борщевский Лявон,
Букчин Семен,
Геннадий Буравкин,
Бухвостов Александр,
Быков Василь,
Быков Геннадий,
Васильков Виталий,
Вашкевич Александр,
Вильман Виктор,
Волков Владимир,
Лявон Вольский,
Вячорка Винцук,
Гавин Тадеуш,
Гилевич Нил,
Голубев Валентин,
Гончар Виктор,
Гриб Мечислав,
Грицкевич Анатолий
Сивчик Вячеслав,
Скочко Евгений,
Николай Статкевич,
Соснов Александр,
Тарас Валентин,
Трегубович Валентина,
Трусов Олег,
Тычина Михась,
Фадеев Валерий,
Грушевой Геннадий,
Грязнова Людмила,
Гусак Станислав,
Данейко Павел,
Дашук Виктор,
Добровольский Александр,
Домаш Семен,
Дребезова Галина,
Дударева Надежда,
Елфимов Виктор,
Желяпов Христофор
Жук Павел,
Жураковский Валерий,
Юрий Захаренко,
Знавец Павел,
Ивашкевич Виктор,
Ипатова Ольга,
Камоцкая Кася,
Каравайчик Иван,
Карназыцкий Павел,
Карпенко Геннадий,
Кацора Владимир,
Кобаса Мирослав,
Козловский Павел,
Корнеенко Виктор,
Король Алексей,
Фридлянд Михаил,
Халезин Николай,
Халип Владимир,
Хащеватский Юрий,
Ходыко Юрий,
Чернов Виктор,
Чигирь Михаил,
Шалкевич Виктор,
Шарецкий Семен,
Короткевич Ольга,
Костка Валерий,
Лавровская Ирина,
Лебедько Анатолий,
Литвина Жанна,
Маринич Михаил,
Маркевич Николай,
Марочкин Алесь,
Марцелев Сергей,
Мацкевич Владимир,
Милинкевич Александр,
Миндлин Леонид,
Мицкевич Мария,
Нистюк Владимир,
Огурцов Евгений,
Орлов Владимир,
Островский Алесь,
Пастухов Михаил,
Погоняйло Гарри,
Потупа Александр,
Протько Татьяна,
Ровдо Владимир,
Саверченко Иван,
Андрей Санников,
Северинец Павел,
Сивуха Валерий,
Шатерник Александр,
Шеремет Павел,
Шерман Карлос,
Шлындиков Василий,
Станислав Шушкевич,
Щукин Валерий,
Юрина Галина,

## Логотип
В 2020 году логотип был изменен на «Хартия’97%». Это отсылка к опросам в оппозиционных группах, которые показывали, что рейтинг Лукашенко настолько низкий, что можно считать его статистической ошибкой — 3%. Цифра «97%» стала  символом оппозиции.

## Действия властей. Блокировки и запреты
Сайт неоднократно подвергался блокировкам со стороны правительства накануне президентских выборов 2001 года. Попытки блокировки продолжались и в 2004—2005 годах, в 2006 году. Также charter97.org наряду с другими оппозиционными сайтами, такими как БелаПАН, Белорусский партизан и рядом других, подвергся блокировке в 2014 году. В связи с этим в заявлении о требовании властей прекратить интернет-цензуру в Белоруссии подписались сопредседатель оргкомитета по созданию партии «Белорусская христианская демократия» Виталий Рымашевский, председатель движения «Говори правду» Владимир Некляев, зампредседателя движения «За Свободу» Юрий Губаревич, председатель Объединенной гражданской партии Анатолий Лебедько, председатель Партии БНФ Алексей Янукевич, председатель Белорусской социал-демократической партии (Грамада) Ирина Вешторд. В заявлении также говорится о том, что «За один день Беларусь по уровню свободы интернета опустилась до уровня Китая, Ирана, Кубы».
По данным Репортёров без границ Беларусь находится на 158 месте по уровню свободы СМИ. 24 января 2018 года согласно решению Министерства информации Республики Беларусь доступ на сайт chapter97.org в стране был заблокирован.
В августе 2022 года белорусские власти признали «Хартию’97» экстремистским формированием; создание и участие в экстремистском формировании является уголовным преступлением по белорусским законам. Ранее телеграм-канал (в 2021 году), логотип, сайт и страницы «Хартии» в социальных сетях (в 2022 году) были внесены в список экстремистских материалов.

## Критика
Белорусский журналист, основатель интернет-ресурса TUT.BY Ю. Зиссер упрекнул ресурсы «Хартия’97», «Белорусский партизан», что они утратили связь со страной и заняли чисто пропагандистскую позицию.
Пребывавший осенью 2024 г. в Польше под арестом по делу об организации нападений на Леонида Волкова и других российских оппозиционеров юрист Анатолий Блинов, в организации которых подозревался Леонид Невзлин получил там политическое убежище в том числе за счёт письма от издания «Хартия 97», финансируемого Невзлиным.

## Журналисты
- Олег Бебенин (основатель и первый руководитель)
- Наталья Радина (главный редактор с 2001 года)
- Николай Халезин[бел.]
- Александр Отрощенков[бел.]